# Huang Guan Shan
El Huang Guan Shan (en xinès 皇冠 山, en Pinyin Huáng Guān Shān), també conegut com a The Crown o Crown Peak, és el cim culminant de la serralada Yengisogat, una serralada secundària del Karakoram. Administrativament es troba al Xinjiang, a la Xina. El cim s'eleva fins als 7.295 msnm i té una prominència de 1.919 metres.
La primera ascensió del cim va tenir lloc el juliol de 1993 per part d'una expedició japonesa de Tōkai del Club Alpí Japonès.